# A Fülöp-szigetek az 1984. évi nyári olimpiai játékokon
A Fülöp-szigetek az egyesült államokbeli Los Angelesben megrendezett 1984. évi nyári olimpiai játékok egyik részt vevő nemzete volt. Az országot az olimpián 6 sportágban 19 sportoló képviselte, akik érmet nem szereztek.

## Atlétika
Férfi
| Versenyző        | Versenyszám    | Előfutam | Előfutam | Előfutam | Negyeddöntő | Negyeddöntő | Negyeddöntő | Elődöntő | Elődöntő | Elődöntő | Döntő   | Döntő    |
| Versenyző        | Versenyszám    | Idő      | Hely.    | Össz.    | Idő         | Hely.       | Össz.       | Idő      | Hely.    | Össz.    | Idő     | Helyezés |
| ---------------- | -------------- | -------- | -------- | -------- | ----------- | ----------- | ----------- | -------- | -------- | -------- | ------- | -------- |
| Isidro del Prado | 400 m          | 46,82    | 3.       | 12.      | 46,71       | 8.          | 31.         | kiesett  | kiesett  | kiesett  | kiesett | kiesett  |
| Leonardo Illut   | Maraton        |          |          |          |             |             |             |          |          |          | 2:49:39 | 77.      |
| Héctor Begeo     | 3000 m akadály | 8:53,70  | 10.      | 30.      |             |             |             | kiesett  | kiesett  | kiesett  | kiesett | kiesett  |

Női
| Versenyző            | Versenyszám | Előfutam | Előfutam | Előfutam | Negyeddöntő | Negyeddöntő | Negyeddöntő | Elődöntő | Elődöntő | Elődöntő | Döntő   | Döntő    |
| Versenyző            | Versenyszám | Idő      | Hely.    | Össz.    | Idő         | Hely.       | Össz.       | Idő      | Hely.    | Össz.    | Idő     | Helyezés |
| -------------------- | ----------- | -------- | -------- | -------- | ----------- | ----------- | ----------- | -------- | -------- | -------- | ------- | -------- |
| Lydia de Vega        | 100 m       | 11,85    | 6.       | 25.*     | 11,97       | 6.          | 24.         | kiesett  | kiesett  | kiesett  | kiesett | kiesett  |
| Lydia de Vega        | 200 m       | 25,10    | 6.       | 32.      | kiesett     | kiesett     | kiesett     | kiesett  | kiesett  | kiesett  | kiesett | kiesett  |
| Agrippina de la Cruz | 400 m gát   | 1:02,70  | 7.       | 26.      |             |             |             | kiesett  | kiesett  | kiesett  | kiesett | kiesett  |

| Versenyző  | Versenyszám | Selejtező | Selejtező | Döntő    | Döntő    |
| Versenyző  | Versenyszám | Eredmény  | Helyezés  | Eredmény | Helyezés |
| ---------- | ----------- | --------- | --------- | -------- | -------- |
| Elma Muros | Távolugrás  | 564 cm    | 20.       | kiesett  | kiesett  |

* - egy másik versenyzővel azonos eredményt ért el

## Kerékpározás

### Pálya-kerékpározás
Sprintverseny
| Versenyző          | Versenyszám  | 1. forduló                                            | 1. forduló | Vigaszág                                        | Vigaszág | Döntő                                                                             | Döntő | 2. forduló           | 2. forduló | Vigaszág             | Vigaszág | Nyolcaddöntő           | Nyolcaddöntő | Vigaszág               | Vigaszág | Döntő                | Döntő   | Negyeddöntő          | 5–8. helyért           | 5–8. helyért | Elődöntő             | Döntő                | Helyezés |
| Versenyző          | Versenyszám  | Ellenfelek Győztes idő                                | Hely       | Ellenfelek Győztes idő                          | Hely     | Ellenfelek Győztes idő                                                            | Hely  | Ellenfél Győztes idő | Hely       | Ellenfél Győztes idő | Hely     | Ellenfelek Győztes idő | Hely         | Ellenfelek Győztes idő | Hely     | Ellenfél Győztes idő | Hely    | Ellenfél Győztes idő | Ellenfelek Győztes idő | Hely         | Ellenfél Győztes idő | Ellenfél Győztes idő | Helyezés |
| ------------------ | ------------ | ----------------------------------------------------- | ---------- | ----------------------------------------------- | -------- | --------------------------------------------------------------------------------- | ----- | -------------------- | ---------- | -------------------- | -------- | ---------------------- | ------------ | ---------------------- | -------- | -------------------- | ------- | -------------------- | ---------------------- | ------------ | -------------------- | -------------------- | -------- |
| Deograves Asuncion | Férfi egyéni | Philippe Vernet (FRA) · Claudio Iannone (ARG) · 11,31 | 3.         | Murray Steele (NZL) · 12,09                     | 2.       | Charles Pile (BAR) · Ernest Moodie (CAY) · 11,51                                  | 2.    | kiesett              | kiesett    | kiesett              | kiesett  | kiesett                | kiesett      | kiesett                | kiesett  | kiesett              | kiesett | kiesett              | kiesett                | kiesett      | kiesett              | kiesett              | kiesett  |
| Rodolfo Guaves     | Férfi egyéni | Vincenzo Ceci (ITA) · Heinz Isler (SUI) · 12,01       | 3.         | Rosman Alwi (MAS) · Max Rainsford (AUS) · 11,58 | 3.       | Li Fu-hsziang (Lee Fu-Hsiang) (TPE) · Hugo Daya (COL) · Ian Stanley (JAM) · 11,90 | 3.    | kiesett              | kiesett    | kiesett              | kiesett  | kiesett                | kiesett      | kiesett                | kiesett  | kiesett              | kiesett | kiesett              | kiesett                | kiesett      | kiesett              | kiesett              | kiesett  |

Üldözőversenyek
| Versenyző       | Versenyszám  | Selejtező | Selejtező | Nyolcaddöntő | Nyolcaddöntő | Negyeddöntő  | Negyeddöntő | Elődöntő     | Elődöntő  | Döntő        | Döntő     | Helyezés |
| Versenyző       | Versenyszám  | Idő       | Hely.     | Ellenfél Idő | Saját idő    | Ellenfél Idő | Saját idő   | Ellenfél Idő | Saját idő | Ellenfél Idő | Saját idő | Helyezés |
| --------------- | ------------ | --------- | --------- | ------------ | ------------ | ------------ | ----------- | ------------ | --------- | ------------ | --------- | -------- |
| Diomedes Panton | Férfi egyéni | 5:14,27   | 29.       | kiesett      | kiesett      | kiesett      | kiesett     | kiesett      | kiesett   | kiesett      | kiesett   | kiesett  |

Időfutam
| Név            | Versenyszám  | Idő     | Helyezés |
| -------------- | ------------ | ------- | -------- |
| Rodolfo Guaves | Férfi egyéni | 1:11,61 | 23.      |

Pontverseny
| Név                | Versenyszám | Selejtező | Selejtező  | Selejtező | Döntő   | Döntő      | Döntő    |
| Név                | Versenyszám | Pont      | Körhátrány | Hely.     | Pont    | Körhátrány | Helyezés |
| ------------------ | ----------- | --------- | ---------- | --------- | ------- | ---------- | -------- |
| Deograves Asuncion | Férfi       | 0         | –2         | 18.*      | kiesett | kiesett    | kiesett  |
| Edgardo Pagarigan  | Férfi       | 1         | –1         | 19.*      | kiesett | kiesett    | kiesett  |

* - egy másik versenyzővel azonos eredményt ért el

## Ökölvívás
| Versenyző          | Versenyszám | Selejtező                   | 32-es főtábla                              | Nyolcaddöntő                         | Negyeddöntő                                   | Elődöntő          | Döntő             | Helyezés |
| Versenyző          | Versenyszám | Ellenfél Eredmény           | Ellenfél Eredmény                          | Ellenfél Eredmény                    | Ellenfél Eredmény                             | Ellenfél Eredmény | Ellenfél Eredmény | Helyezés |
| ------------------ | ----------- | --------------------------- | ------------------------------------------ | ------------------------------------ | --------------------------------------------- | ----------------- | ----------------- | -------- |
| Nelson Jamili      | Papírsúly   |                             | Marcelino Bolívar (VEN) · 0:5              | kiesett                              | kiesett                                       | kiesett           | kiesett           | 17.      |
| Efren Tabanas      | Légsúly     |                             | Csen Csin-ming (Chen King-Ming) (TPE) · KO | Ho Jongmo (Heo Yeong-Mo) (KOR) · 1:4 | kiesett                                       | kiesett           | kiesett           | 9.       |
| Leopoldo Cantancio | Könnyűsúly  | Solomon Kondowe (MAW) · 5:0 | Asif Kamran Dar (PAK) · 5:0                | Christopher Ossai (NGR) · 5:0        | Cson Cshilszong (Jeon Chil-Seong) (KOR) · RSC | kiesett           | kiesett           | 5.       |

## Sportlövészet
Férfi
| Versenyző   | Versenyszám       | Pont | Helyezés |
| ----------- | ----------------- | ---- | -------- |
| José Medina | Sportpuska, fekvő | 588  | 30.      |

## Úszás
Férfi
| Versenyző         | Versenyszám  | Előfutam | Előfutam | Előfutam | Döntő   | Döntő   | Döntő   | Helyezés |
| Versenyző         | Versenyszám  | Idő      | Hely.    | Össz.    | Típus   | Idő     | Hely.   | Helyezés |
| ----------------- | ------------ | -------- | -------- | -------- | ------- | ------- | ------- | -------- |
| William Wilson    | 100 m gyors  | 54,63    | 5.       | 45.*     | kiesett | kiesett | kiesett | kiesett  |
| William Wilson    | 200 m gyors  | 1:57,18  | 6.       | 39.      | kiesett | kiesett | kiesett | kiesett  |
| William Wilson    | 400 m gyors  | 4:06,86  | 7.       | 28.      | kiesett | kiesett | kiesett | kiesett  |
| William Wilson    | 1500 m gyors | 16:24,81 | 6.       | 24.      | kiesett | kiesett | kiesett | kiesett  |
| Jairulla Jaitulla | 200 m vegyes | 2:12,82  | 6.       | 28.      | kiesett | kiesett | kiesett | kiesett  |
| Jairulla Jaitulla | 400 m vegyes | 4:51,24  | 7.       | 18.      | kiesett | kiesett | kiesett | kiesett  |
| Jairulla Jaitulla | 200 m mell   | 2:30,87  | 5.       | 35.      | kiesett | kiesett | kiesett | kiesett  |
| Jairulla Jaitulla | 100 m mell   | 1:08,00  | 5.       | 36.      | kiesett | kiesett | kiesett | kiesett  |
| Francisco Guanco  | 100 m mell   | 1:07,55  | 6.       | 32.      | kiesett | kiesett | kiesett | kiesett  |
| Francisco Guanco  | 200 m mell   | 2:26,12  | 5.       | 25.      | kiesett | kiesett | kiesett | kiesett  |

Női
| Versenyző       | Versenyszám | Előfutam | Előfutam | Előfutam | Döntő   | Döntő   | Döntő   | Helyezés |
| Versenyző       | Versenyszám | Idő      | Hely.    | Össz.    | Típus   | Idő     | Hely.   | Helyezés |
| --------------- | ----------- | -------- | -------- | -------- | ------- | ------- | ------- | -------- |
| Christine Jacob | 100 m gyors | 1:02,43  | 7.       | 11.      | kiesett | kiesett | kiesett | kiesett  |
| Christine Jacob | 200 m gyors | 2:12,17  | 6.       | 25.      | kiesett | kiesett | kiesett | kiesett  |
| Christine Jacob | 100 m hát   | 1:10,28  | 7.       | 28.      | kiesett | kiesett | kiesett | kiesett  |
| Christine Jacob | 200 m hát   | 2:32,91  | 6.       | 26.      | kiesett | kiesett | kiesett | kiesett  |

* - egy másik versenyzővel azonos eredményt ért el

## Vitorlázás
Férfi
| Versenyző         | Versenyszám     | Futam | Futam   | Futam | Futam | Futam | Futam | Futam | Pontszám | Helyezés |
| Versenyző         | Versenyszám     | 1     | 2       | 3     | 4     | 5     | 6     | 7     | Pontszám | Helyezés |
| ----------------- | --------------- | ----- | ------- | ----- | ----- | ----- | ----- | ----- | -------- | -------- |
| Policarpio Ortega | Szörfvitorlázás | 29,0  | (45,0*) | 26,0  | 34,0  | 28,0  | 32,0  | 32,0  | 181,0    | 28.      |

* - kizárták (korai rajt)